# بيتر كارلسون (لاعب تنس الطاولة)
بيتر كارلسون (بالسويدية: Peter Karlsson)‏ هو لاعب تنس الطاولة سويدي، ولد في 29 مايو 1969 في Stenstorp ‏ في السويد.

## وصلات خارجية
- بيتر كارلسون على موقع منظمة تنس الطاولة العالمي (الإنجليزية)
- بيتر كارلسون على موقع اللجنة الأولمبية الدولية (الإنجليزية)
- بيتر كارلسون على موقع أوليمبيديا (الإنجليزية)
- بيتر كارلسون على موقع اللجنة الأولمبية السويدية (السويدية)